# 벤허 (1907년 영화)
《벤허》(Ben Hur)는 미국에서 제작된 H. 템플 감독의 1907년 드라마 영화이다. 허먼 로티겔 등이 주연으로 출연하였다.

## 출연

### 주연
- 허먼 로티겔
- 윌리엄 S. 하트

## 기타
- 원작자: 류 월리스